# Valentina (cràter)
Valentina és un cràter d'impacte en el planeta Venus de 24,6 km de diàmetre. Porta el nom d'un antropònim llatí, i el seu nom va ser aprovat per la Unió Astronòmica Internacional el 1985.